# Synjucha
Die  Synjucha (ukrainisch Синюха; deutsch etwa „Blaues Gewässer“) ist ein 111 km langer linker Nebenfluss des  Südlichen Bug in der Ukraine. 

## Flusslauf
Die Synjucha entsteht aus dem Zusammenfluss der Welyka Wys mit dem Tikytsch (der seinerseits wenige Kilometer zuvor aus Hirskyj und Hnylyj Tikytsch entsteht) und mündet in der Stadt Perwomajsk (Oblast Mykolajiw) in den Südlichen Bug.
Der Name des Flusses Synjucha bedeutete ursprünglich „blaues Wasser“.
 
Er entspringt im Dneprhochland und verläuft durch die Rajone Nowoarchanhelsk und Wilschanka in der Oblast Kirowohrad als auch den Rajon Perwomajsk in der Oblast Mykolajiw in der Ukraine.
Die Synjucha hat eine Länge von 111 km und eine Breite bis zu 2,5 km. Die Hauptnebenflüsse sind: rechtsseitig Jatran (Ятрань); linksseitig Suchyj Taschlyk (Сухий Ташлик) und Tschornyj Taschlyk (Чорний Ташлик).

## Geschichte
Am Fluss fand 1362 die Schlacht am Blauen Wasser zwischen dem Großfürstentum Litauen und der Goldene Horde statt.